# Derby RAAF Curtin Base
Derby RAAF Curtin Base (engelska: RAAF Base Curtin, Derby RAAF Base, Curtain Airport, Royal Australian Air Force Base Curtin, Derby Royal Australian Air Force Base) är en flygbas i Australien. Den ligger i kommunen Derby-West Kimberley och delstaten Western Australia, omkring 1 800 kilometer nordost om delstatshuvudstaden Perth.
Trakten runt Derby RAAF Curtin Base är nära nog obefolkad, med mindre än två invånare per kvadratkilometer.. Det finns inga samhällen i närheten.
Trakten runt Derby RAAF Curtin Base består i huvudsak av gräsmarker. Genomsnittlig årsnederbörd är 1 092 millimeter. Den regnigaste månaden är januari, med i genomsnitt 322 mm nederbörd, och den torraste är augusti, med 1 mm nederbörd.